# Зростаюча держава

Діаграма Ейлера деяких міжнародних коаліцій (BASIC, BRICS, G5 та IBAS/IBSA) деяких держав, що розвиваються (Бразилія, Китай, Індія, Росія та Південна Африка) плюс Мексика

Зростаюча держава - це держава або союз держав зі значним зростаючим впливом на міжнародні відносини. Така держава прагне зайняти більш потужну позицію або відігравати більш вагому роль у міждержавних відносинах на регіональному або глобальному рівнях, а також володіти достатніми ресурсами та рівнем розвитку, щоб такі цілі були потенційно досяжними.

## Характеристики
Існує кілька підходів до трактування терміна «емерджент». Внаслідок цього відсутній стандартний або узгоджений метод визначення країн, які можна вважати країнами, що розвиваються. Незважаючи на це, одна з основних характеристик країни, що розвивається, полягає в тому, що вона є розвиваючоюся економікою, оскільки економічний прогрес вважається передумовою для політичного та військового розвитку. Зазначено, що, хоча країна може бути класифікована як держава, що розвивається, це переважно стосується економічного аспекту, лише з потенціалом чи надією на розширення свого впливу на глобальній арені. Це пов'язано зі значущими обмеженнями, головним чином зумовленими сімома аспектами державної влади: географією, населенням, економікою, ресурсами, військовими силами, дипломатією та національною ідентичністю. Традиційно успіх у всіх семи аспектах державної влади досягався переважно великими країнами або наддержавами.
БРІКС часто називають державами, що розвиваються, але перебувають на різних стадіях розвитку і мають різний рівень потенціалу. Наприклад, Росія, яка колись була наддержавою, зараз відроджується в деяких аспектах державної влади після розпаду Радянського Союзу. Китай та Індія стають потенційними наддержавами, а Бразилія - можливою великою державою.

## Список держав, що розвиваються
Термін зростаюча держава часто використовується для позначення наступних країн G20 :
- Австралія[7]
- Південна Корея[8]

Ринки, що розвиваються, та/або країни, що розвиваються, з найбільших економік G20
- Аргентина[7]
- Бразилія[3][9][10]
- КНР[3][9][10][11]
- Індія[3][9][10][11]
- Індонезія[9][12]
- Мексика[13][9][10][11]
- Росія[3][9][11]
- Саудівська Аравія[7]
- ПАР[3][9][10][11][7]
- Туреччина[9][12]

Незважаючи на те, що немає точного та узгодженого визначення того, що являє собою зростаючу державу, цей термін іноді також застосовували до таких інших країн:
- Алжир[14]
- Колумбія[15][16][17]
- Єгипет[18][19][20][21]
- Ефіопія[22][23][24][25]
- Іран
- Малайзія[26]
- Нігерія[12][27][28][29]
- Філіппіни[26]
- Польща
- Таїланд[26]
- ОАЕ[30]
- В'єтнам[26]

## Дивись також
- Середня потужність
- MINT (економіка)
- G20
- Країни G4
- Азіатське століття

## зовнішні посилання
- Центр зростаючих держав Кембриджського університету
- Ініціатива зростаючих держав, Університет Джорджа Вашингтона
- Зростаючі сили в програмі міжнародного розвитку Archived  </link>
- Post Western World, Фонд Гетуліо Варгаса
- Проект з міжнародного порядку та стратегії, Інститут Брукінгса